# Roda do Ano

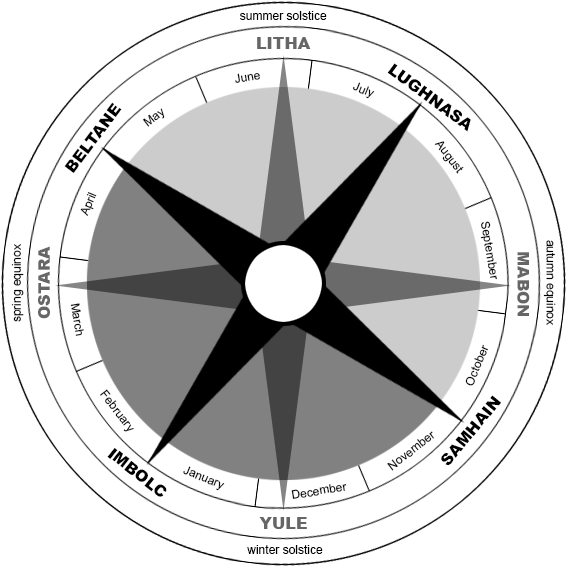
A Roda do Ano no hemisfério norte. No hemisfério sul, estas festas são comumente deslocadas por seis meses para coincidir com as estações locais.

Roda do Ano é o calendário que simboliza a concepção de tempo dos pagãos e principalmente a dos Celtas e que era um tanto quanto diferente da atual, semelhantemente ao zodíaco. Eles não viam o tempo de forma linear, mas circular ou cíclico. Os seus calendários levavam em conta não só o ciclo solar, como é o nosso, mas também o ciclo lunar. Originários da tradição do povo celta, os conhecidos Sabbats ocorrem oito vezes ao ano, levando-se em conta a posição da Terra com relação ao Sol: o Equinócios e Solstícios. Nessas ocasiões, na Wicca, são homenageadas duas divindades: a Deusa Mãe, ou simplesmente a "Deusa", que simboliza a própria terra, e o Deus Cornífero, o Gamo Rei, protetor dos animais, dos rebanhos e da vida selvagem. Já em outros ramos do Paganismo, outros Deuses são adorados, pois que nem todos tem essas duas únicas figuras centrais.

## Introdução

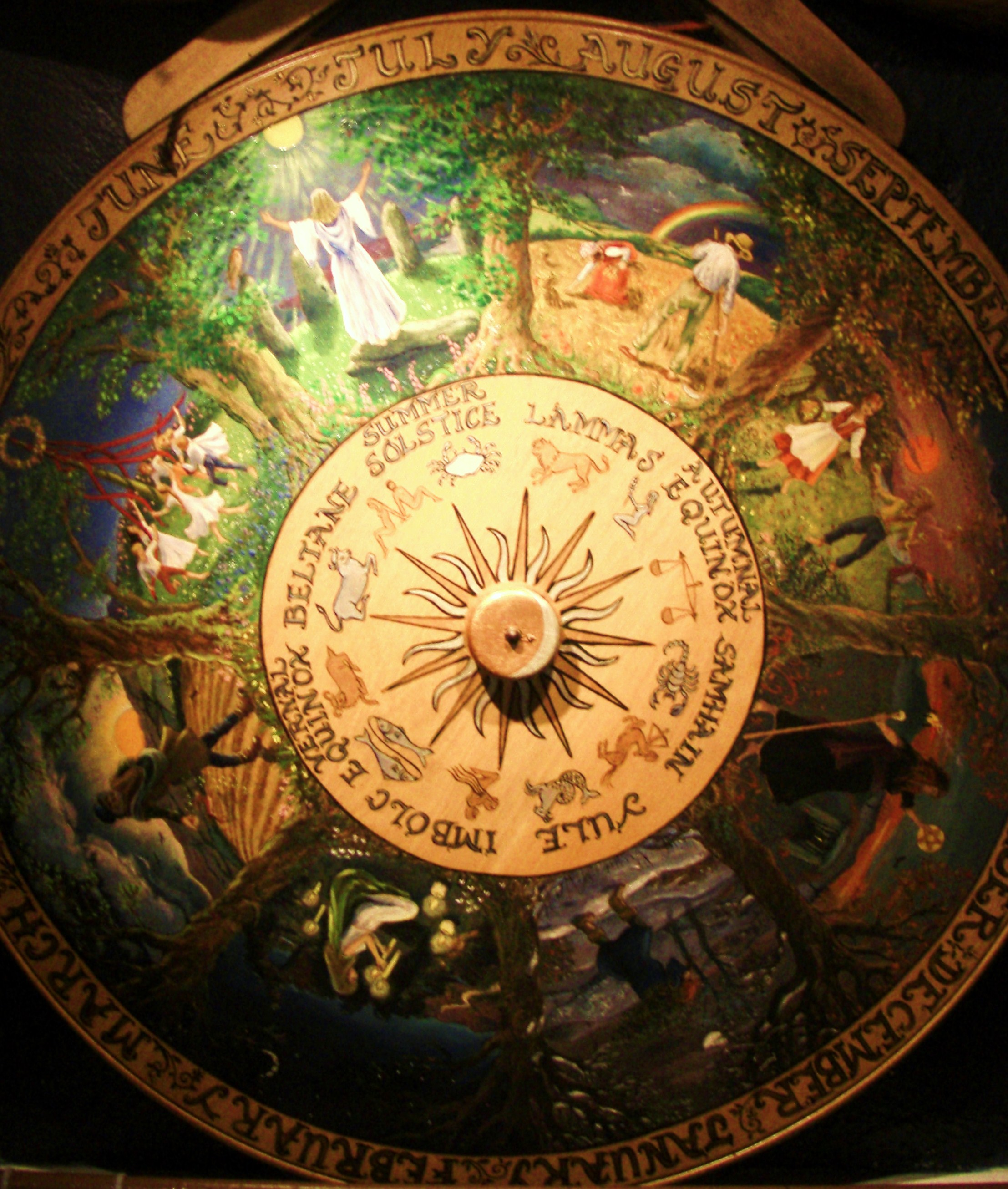
Pintura da Roda do Ano no Museu de Bruxaria, Cornualha, Inglaterra, Reino Unido, exibindo todos os oito Sabás.

Os antigos bruxos, Wiccanos, neopagãos e os Druidas celebram diversos festivais sazonais do ano, que são conhecidos como as reuniões de Sabás; estas reuniões são geralmente conhecidas como a "Roda do Ano" e festejam as estações anuais e as suas colheitas. Os mais ecléticos, ou até mesmo os adeptos do Gardnerianismo, celebram um conjunto de oito Sabás, enquanto em outros grupos, como o Clan of Tubal Cain, eles celebram somente quatro. Os quatro Sabás que são comuns a todos esses grupos são conhecidos como cross-quarter day, e geralmente são referidos como Grandes Sabás. Sua origem provém dos antigos celtas da Irlanda, e possivelmente de outras regiões da Europa ocidental. Nos livros The Witch-Cult in Western Europe (1921) e The God of the Witches (1933), da egiptóloga Margaret Murray, interessada no histórico Culto Bruxo, ela afirma que estes quatro festivais de cristianização tinham sobrevivido e haviam sido celebrados na religião pagã de bruxaria. Consecutivamente, quando a Wicca começou a se desenvolver na década de 1930 e na década de 1960, muitos grupos, como o de Gerald Gardner, adotaram a comemoração desses quatro Sabás descritos por Murray. Gardner fez uso dos nomes em inglês desses feriados, dizendo que "os quatro grandes Sabás são o Candlemass, May Eve, Lammas, e o Halloween; os equinócios e solstícios também são celebrados."
Os outros quatro festivais comemorados por grande parte dos wiccanos são conhecidos como Sabás Menores, que compreendem o solstícios e os equinócios, foram adotados somente em 1958 por membros do chamado Coven Bricket Wood, antes de influenciarem e serem adotados por outros membros da tradição de Gardner, e eventualmente a Tradição Alexandrina e o Dianismo. Os atuais nomes desses feriados foram retirados dos festivais do paganismo germânico e do politeísmo celta. No entanto, os festivais não são de reconstrução na natureza nem muitas vezes se assemelham a suas contrapartes históricas, em vez de exibir uma forma de universalismo. As observações dos rituais podem mostrar a influência cultural dos festivais a partir dos nomes que tomaram, bem como a influência de outras culturas independentes.
| Sabá                      | Hemisfério Norte          | Hemisfério Sul       | Origens Históricas            | Associações                                             |
| ------------------------- | ------------------------- | -------------------- | ----------------------------- | ------------------------------------------------------- |
| Samhain (vulgo Halloween) | 31 de Outubro             | 1º de Maio           | Politeísmo celta              | Meditação, reflexão e ancestrais.                       |
| Yule (vulgo Yuletide)     | 21 ou 22 de Dezembro      | 21 de Junho          | Paganismo                     | Solstício de Inverno e renascimento do sol.             |
| Imbolc (vulgo Candlemass) | 1º ou 2 de Fevereiro      | 1º de agosto         | Politeísmo celta              | Primeiros sinais da primavera.                          |
| Ostara                    | 21 ou 22 de Março         | 21 ou 22 de Setembro | Paganismo                     | Equinócio e começo da primavera.                        |
| Beltane (vulgo May Eve)   | 30 de Abril ou 1º de Maio | 31 de Outubro        | Politeísmo celta              | Pleno florescimento da primavera. E aos Contos de fada. |
| Litha                     | 21 ou 22 de Junho         | 21 de Dezembro       | Possivelmente Neolítico       | Solstício de Verão.                                     |
| Lughnasadh (vulgo Lammas) | 1º ou 2 de Agosto         | 1º de Fevereiro      | Politeísmo celta              | A colheita de grãos.                                    |
| Mabon (vulgo Modron)      | 21 ou 22 de Setembro      | 20 de Março          | Nenhum equivalente histórico. | Equinócio de outono. A colheita de frutas.              |

## Oito Celebrações

### Samhain
31 de Outubro (Hemisfério Norte) e 1.° de Maio (Hemisfério Sul).
Este festival marca o ano novo do povo celta, assim como o início de uma nova Roda do Ano.
Samhain, o festival dos ancestrais, foi cristianizado como Halloween. Essa é uma época de meditação e reflexão, sobre os ciclos da natureza. Época de nos conectarmos com a energia dos nossos antepassados e de todos aqueles espíritos e seres que nos auxiliaram em nossa caminhada, pois é uma época em que, segundo a cultura pagã, o "véu entre os mundos" se torna mais tênue.

### Yule
21 de Dezembro (Hemisfério Norte) e 21 de Junho (Hemisfério Sul).
Yule é a época do Solstício de Inverno, quando a Criança do Sol renasce, a qual é uma imagem do retorno de toda nova vida através do amor dos Deuses. Os escandinavos tinham um Deus chamado Ullr, e dentro da Tradição Nórdica, Yule é considerado o Ano Novo. Nas demais tribos e povos da europa pré-cristã, o solstício de inverno era a mais antiga festa sazonal e dada sua importância foi sincretizado com as festividades do Natal Cristão.

### Imbolc
1.º de Fevereiro (Hemisfério Norte) e 1.º de agosto (Hemisfério Sul).
Imbolc, também chamado Oilmec e Candlemas ("Candelária"), celebra o despertar da terra e o crescente poder do Sol. A Deusa é venerada em seu aspecto de Virgem da Luz e seu altar é decorado com galanto, que anuncia a primavera. É a festa da lactação, da bênção aos recém-nascidos, pois a Deusa amamenta o Deus renascido na forma de seu filho.
- Hemisfério Norte: 1 ou 2 de Fevereiro.
- Hemisfério Sul: 1 de Agosto

Também conhecido como Imbolc, Oimelc e Dia da Senhora, Candlemas é o Festival do Fogo que celebra a chegada da Primavera. O aspecto invocado da Deusa nesse Sabbat é o de Brígida, a deusa celta do fogo, da sabedoria, da poesia e das fontes sagradas. Ela também é deidade associada à profecia, à divinação e à cura.
Esse Sabbat representa também os novos começos e o crescimento individual, sendo o "afastamento do antigo" simbolizado pela varredura do círculo com uma vassoura, ou vassoura da bruxa, tradicionalmente realizado pela Alta Sacerdotisa do Coven, que usa uma brilhante coroa de 13 velas no topo de sua cabeça.
Na Europa, o Sabbat Candlemas era celebrado nos tempos antigos com uma procissão à luz de archotes para purificar e fertilizar os campos antes da estação do plantio das sementes e para glorificar as várias deidades e os espíritos associados a esse aspecto, agradecendo-lhes.
A versão cristianizada da procissão de Candlemas honra a Virgem Maria; e, no México, ela corresponde ao Ano Novo do povo Asteca.
Os incensos: manjericão, mirra e glicínia.
Cores das velas: marrom, rosa, vermelha.
Pedras preciosas sagradas: ametista, granada, ônix, turquesa.
Ervas ritualísticas tradicionais: angélica, manjericão, louro, benjoim, quelidônia, urze, mirra e todas as flores amarelas.

### Ostara
21 de Março (Hemisfério Norte) e 21 de Setembro (Hemisfério Sul).
Agora noite e dia são iguais. Em Ostara, o Sol aumenta em poder e a terra começa a florescer. Na época do equinócio de primavera, os poderes da fase de armazenamento do ano são iguais aos da escuridão do inverno. Para muitos pagãos, o Deus, com seu chamado de caça, mostra o caminho com dança e celebração. Outros dedicam essa época do ano a Eostre, a Deusa anglo-saxã da fertilidade.

### Beltane
1 de Maio (Hemisfério Norte) e 31 de Outubro (Hemisfério Sul).
Os poderes da luz e da nova vida agora dançam e movem-se através de toda a criação. A Roda continua a girar. A primavera dá lugar à primeira floração plena do Verão e os Pagãos celebram Beltane com a dança da fita, simbolizando o Sagrado Casamento entre Deusa e Deus.

### Litha
21 de Junho (Hemisfério Norte) e 21 de Dezembro (Hemisfério Sul).
Litha ou Solstício de Verão. O Deus em seu aspecto de luz está no auge de seu poder e é coroado como o Senhor da Luz. É uma época de fartura e celebração.

### Lammas
1.º de Agosto (Hemisfério Norte) e 2 de Fevereiro (Hemisfério Sul).
Lammas, também chamado Lughnasadh , é o tempo da colheita do trigo, quando os Pagãos colhem o que plantaram, quando celebram os frutos do mistério da Natureza. Em Lammas, os Pagãos dão graças pela generosidade da Deusa em seu aspecto de Rainha da Terra. 

### Mabon
21 de Setembro (Hemisfério Norte) e 21 de Março (Hemisfério Sul).
Em Mabon o equinócio de outono dia e noite tornam-se iguais. À medida que as sombras aumentam, os Pagãos veem as faces mais sombrias de Deus e Deusa. Para muitos, esse rito honra a velhice e a aproximação do inverno.
Fecha-se o Ciclo
A Roda gira e volta a Samhain.